# Igor Matanović
Igor Matanović (Hamburg, 31. ožujka 2003.) hrvatski je nogometaš koji igra kao napadač za bundesligaški klub Freiburg.

## Klupska karijera
Njegov otac Ranko je iz Kotor Varoša, a majka Ankica potječe iz Dervente. Matanović je igrao za juniore Harburgera do 2010. godine kada je prešao u juniore St. Paulija. Profesionalno je debitirao za seniorsku momčad St. Paulija u 2. Bundesligi 27. studenog 2020., kada je ušao kao zamjena u 87. minuti umjesto Rica Benatellija protiv VfL Osnabrücka.
Dana 30. kolovoza 2021. potpisao je petogodišnji ugovor za Eintracht Frankfurt; istog dana vratio se u St. Pauli na posudbu. Dana 17. kolovoza 2023. Matanović je na posudbu prešao u Karlsruhe u 2. Bundesligi.

## Reprezentativna karijera
U travnju 2022. obznanio je namjeru međunarodnog predstavljanja Hrvatske. Igrao je za hrvatske mlade selekcije do 14  i 21 godinu te za njemačke mlade selekcije do 17 i 18 godina. Dobio je poziv igrati za hrvatsku seniorsku nogometnu reprezentaciju 19. kolovoza 2024., a prije toga je bio i na pretpozivu.
Za hrvatsku reprezentaciju debitirao je 5. rujna 2024. u utakmici UEFA Lige nacija 2024./25. u kojoj je Portugal pobijedio 2:1.

## Vanjske poveznice
- Profil, Hrvatski nogometni savez
- Profil, Transfermarkt (engl.)